# Induzierte Laktation
Induzierte Laktation wird das gezielte Hervorrufen der Milchbildung (Laktation) ohne vorangegangene Schwangerschaft genannt. Von Relaktation spricht man bei Frauen, die den Milchfluss nach einer Pause des Stillens wieder in Gang bringen wollen. Grundsätzlich kann die Bildung der Muttermilch bei jeder Frau unabhängig von einer Schwangerschaft hervorgerufen werden und sogar bei Männern kann eine Laktation induziert werden. Eine (eventuell Jahre) zurückliegende Schwangerschaft erleichtert die Induktion, ist aber nicht erforderlich. Die Frau kann sich auch jenseits der Wechseljahre befinden, sterilisiert sein oder eine Hysterektomie hinter sich haben. Die gezielte Induktion erfolgt in der Regel zum Stillen eines Adoptivkindes und wird dann Adoptivstillen genannt. Gelegentlich erfolgt die Induktion der Milchbildung auch aus erotischen Gründen; siehe erotische Laktation.
Von der Induzierten Laktation ist die spontan auftretende Galactorrhoe abzugrenzen.

## Vorgehen
Verschiedene externe Faktoren tragen dazu bei, den Prolaktinspiegel im Blut zu erhöhen und damit die Milchbildung anzuregen. Prinzipiell reicht eine regelmäßig wiederholte mechanische Stimulation der Brustwarzen aus, um den Milchfluss in Gang zu bringen. Am wirksamsten sind Saug-/Wring-Bewegungen, wie sie ein Säugling beim Stillen ausführt. Am zweitwirksamsten ist eine Massage mit der Hand, wobei man „Melk“-Bewegungen ausführt, die das Saugen des Säuglings nachahmen. Erst die drittwirksamste Methode ist die Benutzung einer Milchpumpe. Die Stimulation sollte mindestens sechsmal am Tag für mindestens je 10 bis maximal 30 Minuten erfolgen. Je nach Anlagen und äußeren Umständen erreicht man die ersten echten Milchtropfen nach 6 Tagen bis 6 Wochen.
Zur Vermeidung des recht aufwendigen manuellen Prozesses greifen viele Frauen zumindest für die ersten Monate auf medikamentöse Hilfe zurück. In der Regel kommt dabei der Dopamin-Antagonist Domperidon zum Einsatz. Domperidon ist allerdings zumindest in Deutschland nicht zur Induktion der Milchbildung zugelassen. International wird der Einsatz von Domperidon zur Milchbildung stark diskutiert, da dieses Medikament einerseits sehr wirksam für diesen Zweck ist, andererseits aber ein Todesfall bei sehr hoher intravenöser Dosierung während einer Chemotherapie berichtet worden war. Zur Induktion der Milchbildung kommen demgegenüber nach Newman und Schöbl drei- bis viermal täglich 10–20 mg über 3–8 Wochen zum Gebrauch. Die Mehrzahl der Frauen reagiert bei dieser Dosierung innerhalb von drei bis vier Tagen, manche innerhalb von 24 Stunden und andere innerhalb von zwei bis drei Wochen.

## Indikationen
Hauptgründe (Indikationen) für eine Induzierte Laktation sind:
- Stillen ohne Schwangerschaft (Ammen, Adoptivmütter);
- Gesundheitliche Gründe, speziell zur Prävention von Brustkrebs (Nutzen des Stillens[4]), Diabetes Typ 2, Osteoporose;
- Erotische Gründe;
- Selbsterfahrung als Frau;
- Kosmetische Gründe (natürliche Möglichkeit zur Vergrößerung der weiblichen Brust).